# Tektaios und Angelion
Tektaios (altgriechisch Τεκταῖος) und Angelion (altgriechisch Ἀγγελίων) waren zwei um die Mitte des 6. Jahrhunderts v. Chr. tätige griechische Bildhauer.
Sie sind einzig durch antike Quellen bekannt. Danach waren die Brüder Schüler von Dipoinos und Skyllis und Lehrmeister des Bildhauers Kallon von Aigina. Sie schufen für den älteren Apollon-Tempel auf Delos das kolossale Kultbild des Apollon. Dies war vermutlich aus Holz und vergoldet und möglicherweise mit Teilen aus Elfenbein versehen. Der Gott war nackt dargestellt, er hielt in der Linken einen Bogen, in der Rechten einen Stab mit einem Diskos, auf dem drei Chariten standen. Darstellungen des Kultbildes haben sich auf Münzen, Gemmen und Siegeln erhalten. Als zweifelhaft wird eine Nachricht über eine Artemisstatue in Delos angesehen.